# Amin al-Rihani
Pour les articles homonymes, voir Rihani.
Amin al-Rihani (1876-1940) (en arabe : أمين الريحاني) est un écrivain libanais et une figure importante du mouvement littéraire mahjar qui s'est développé aux États-Unis grâce aux Arabes américains. C'est aussi l'un des tout premiers théoriciens du nationalisme arabe.
Rihani est l’aîné d'une famille de six enfants, il est né dans une famille chrétienne-maronite au Liban, avant d'émigrer à New York à l'âge de douze ans. Son éducation est alors largement autodidacte, en même temps, il aidait son père pour son magasin. Il fait son retour au Liban en 1898 avant de retourner aux États-Unis. Depuis tout petit, il avait un vif intérêt pour la littérature ;  il commence à écrire ses livres en anglais et il est, d'après Samir Kassir, le premier auteur arabe à avoir édité des livres en anglais sans avoir renoncé à sa propre langue. Son travail fait partie d'un mouvement d'épanouissement intellectuel important des Arabes vivant aux États-Unis parmi lesquels figure notamment Khalil Gibran.
Pendant la Première Guerre mondiale au Proche-Orient, il prend parti pour la grande révolte arabe. En 1917, il dénonce la répression ottomane contre les nationalistes arabes : 
« Le Syrien est aujourd’hui un seul homme, et les potences elles-mêmes le disent. Car Libanais, Damascène, Beyrouthin, Alépin, Palestinien, musulman, druze, chrétien, juif ne sont que des prénoms. Le nom de famille, notre famille, c’est la Syrie »
Au début des années 1920, Rihani effectue un voyage dans la péninsule Arabique au cours duquel il comprend l'importance de la création d'un État moderne et unitaire. En Arabie, il fait la connaissance d'Ibn Saoud, le fondateur de l'Arabie saoudite avec qui il va devenir ami. Il écrit un livre Muluk al-ʿarab (Les rois des Arabes) qui est un succès critique et public considérable.
Rihani est un fervent défenseur du nationalisme arabe, il soutient non seulement l'unité des pays arabes de la péninsule arabique, mais plus largement l'unité du monde arabe. Considéré comme une figure importante du nationalisme, il souhaite voir émerger une nation arabe laïque ou il n'y aurait ni majorité ni minorité, mais seulement des citoyens.
La priorité de Rihani est alors de diffuser l'idéologie nationaliste arabe et le sentiment d'unité dans la population. Comme d'autres idéologues chrétiens du nationalisme arabe, Rihani reconnaissait la place spéciale de Mahomet et de l'Islam dans l'identité arabe.
Mais son impact sur le nationalisme arabe est contesté, C. Ernest Dawn qui s'intéresse au rôle qu'a tenu le réformisme islamique dans le développement du panarabisme explique que l'influence de Rihani doit encore être démontré.
Rihani est mort dans son village de Freike le 13 septembre 1940 à l'âge de 64 ans, à la suite d'un accident de bicyclette. La nouvelle de sa mort soulève une vive émotion, au Liban et dans tout le monde arabe.